# Luminositet
Luminositet är en storhet som används inom astronomi. Den mäter den sammanlagda utstrålade effekten från en himlakropp och mäts i enheten watt.
Luminositeten är ett mått på en stjärnas ljusstyrka och brukar räknas i jämförelse med solen. Luminositeten är relaterad till den absoluta magnituden – ju större luminositet desto mindre magnitud.

## Källhänvisningar
1. ↑  "luminositet". NE.se. Läst 4 januari 2015.